# Рауль (герцог Лотарингии)
Рудольф (Рауль) Храбрый (фр. le Vaillant; 1320, неизвестно — 26 августа 1346, Битва при Креси) — герцог Лотарингии с 1329 года. Сын Ферри IV и Елизаветы Австрийской — отсюда его немецкое имя.

## Жизнь
Наследовал отцу в 9-летнем возрасте, и до 1334 года находился под опекой матери.
С юного возраста участвовал в боевых действиях, воевал в Лотарингии, Франции, Британии, на Иберийском полуострове.
В 1337 году граф Бара Генрих IV отказался принести оммаж за те несколько сеньорий, которые он держал от герцога. В ответ Рудольф разграбил Понт-а-Муссон и окрестности. Началась полномасштабная война, которая закончилась только благодаря вмешательству французского короля Филиппа VI.
В правление Рудольфа связи Лотарингии с Францией значительно укрепились. Вместе с королём Филиппом он участвовал в снятии английской осады города Турне (1340 год).
Во время краткого англо-французского перемирия Рудольф отправился в Испанию, где отличился в Гибралтарской битве 3 ноября 1340 года.
Вернувшись во Францию, помогал своему зятю (брату жены) Карлу Блуаскому в войне за Бретонское наследство.
Погиб в битве при Креси 26 августа 1346 года.

## Семья
Первая жена (1329) — Элеанора, дочь Эдуарда Барского и Марии Бургундской. Детей у них не было, и в 1332 году Элеанора умерла.
Вторая жена — Мария (1323—1363), дочь Ги I де Блуа и Маргариты Валуа, сестры короля Филиппа. У них было трое детей: близнецы, умершие в детстве, и Жан (1346—1390), будущий герцог Лотарингии.